# 王鎮 (知縣)
王鎮（?—?），陝西涇陽人，清朝政治人物。舉人出身。
乾隆五十年十二月，接替李沄。擔任江蘇宜興縣知縣。后由李位東接任。